# 榨汁

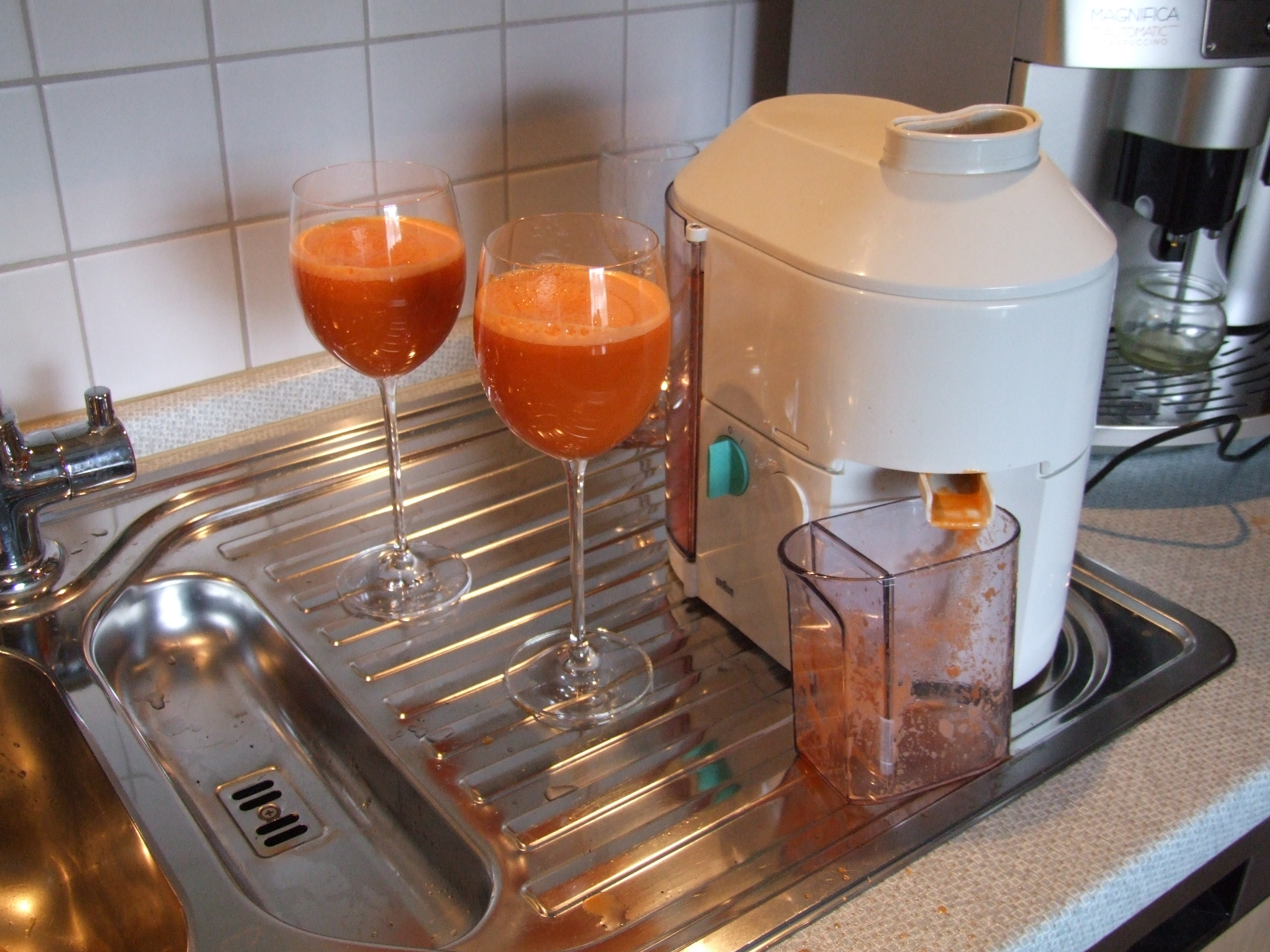
使用电动离心榨汁机榨出的果汁

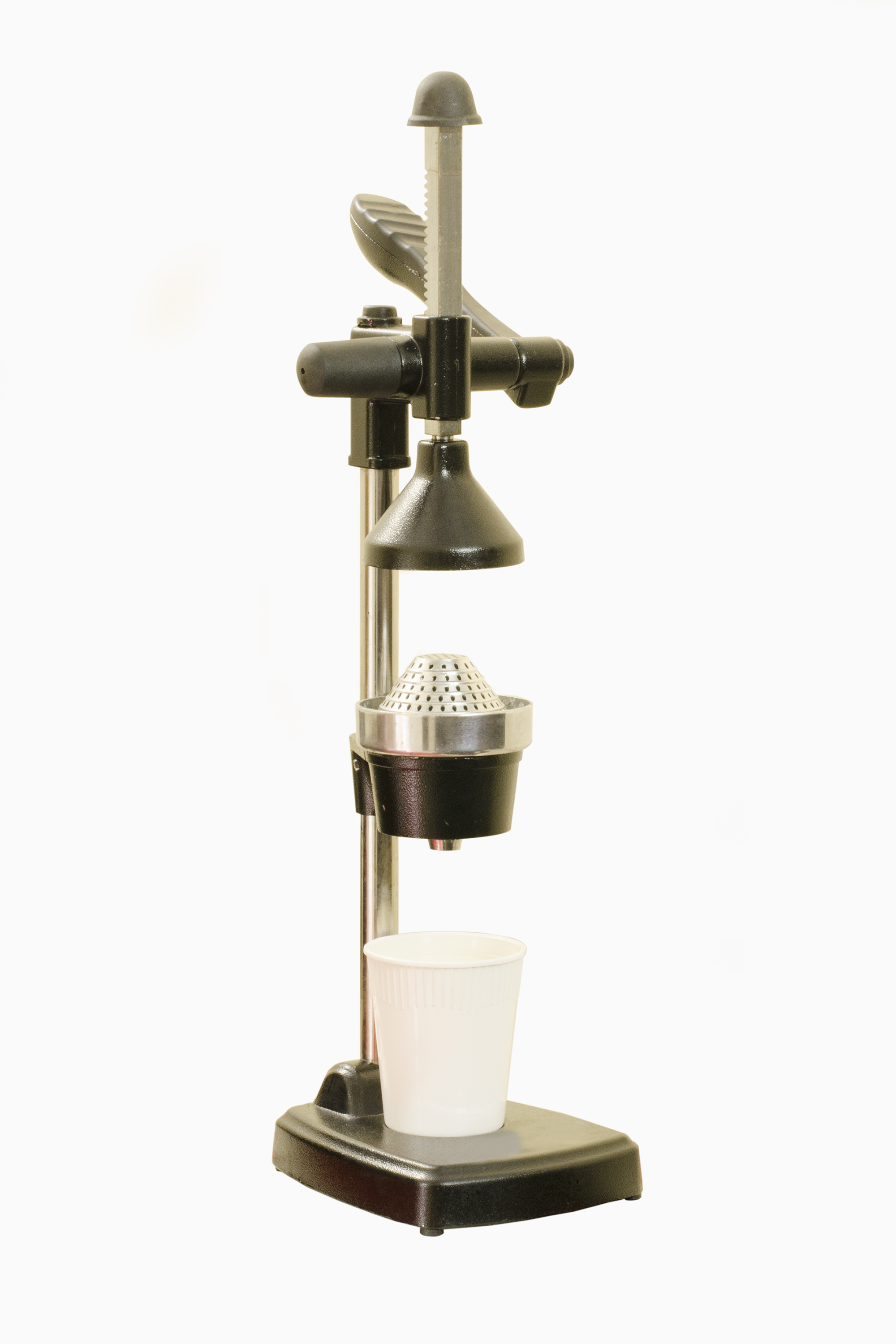
手压榨汁机

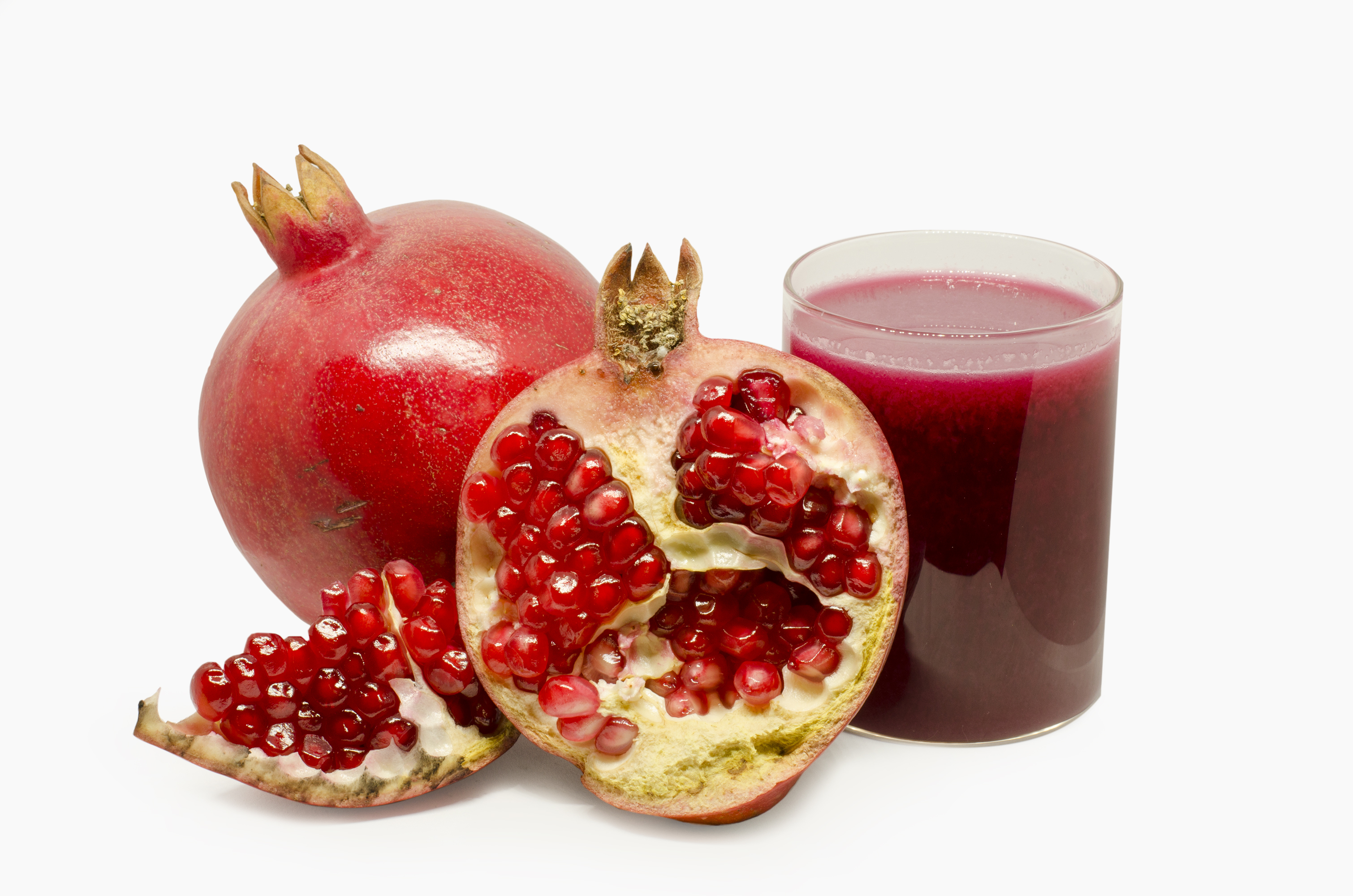
使用手压榨汁机榨取的石榴汁

榨汁是指人們从水果或蔬菜中提取蔬果汁的过程。

## 概述
榨汁的方法有很多种，例如家裡人們一般手工或使用果汁機榨汁，而工廠裡面的工人用工业设备榨取蔬果汁。

## 健康影响
在哈佛进行的纵向前瞻性队列研究表明，饮用果汁会增加患2型糖尿病的风险。相比之下，直接食用水果可顯著降低风险，这表明饮用果汁可能不利于预防糖尿病。 同样直接食用苹果有助于降低胆固醇水平，而苹果汁则没有这种效果。 
榨汁的過程会使得水果或蔬菜含有的纤维流失。即使人們在果汁中重新添加纤维，效果也不如榨汁前的水果。
美国癌症协会表示，“没有令人信服的科学证据表明榨取的果汁會比水果更健康。